# 1792年アメリカ合衆国大統領選挙
1792年アメリカ合衆国大統領選挙（1792ねんアメリカがっしゅうこくだいとうりょうせんきょ、英語: United States presidential election, 1792）は、1792年11月2日および12月5日に行われたアメリカ合衆国の大統領および副大統領の選挙（第2回）である。

## 概要
建国後2回目の大統領選挙であり、建国時の13州全てが初めて選挙人を指名した選挙でもあった。また、新たに合衆国の州となったケンタッキー州とバーモント州を併せ、15州が選挙に参加した。
1789年の第1回選挙の時はジョージ・ワシントンが第2期目も反対無く出馬するものとされていた。当時1800年の選挙まで、各選挙人は2票を持っており、最大得票の候補者が大統領に、2番目に多い者が副大統領に選出されることになっていた。第1期目の時と同様に、ワシントンが全会一致で再選されたと考えられている。
77票を獲得したジョン・アダムズが第2位となり、副大統領に再選された。
1792年の選挙は第1回の3年後であった。しかし、ワシントンの任期は1789年4月30日の宣誓からほぼ4年後の1793年3月までだった。1792年以降、大統領選挙は4年ごとに行われている。

## 選挙データ

### 投票日
- 選挙人選出　　：1792年11月2日
- 正副大統領選出：1792年12月5日

12月第1水曜日に選挙人投票、2月第1水曜日に選挙人投票の開票を行い、選挙人選出手続きは選挙人投票日の34日前までに実施するよう改定した。

### 選挙制度
- 正副大統領選出：選挙人による間接選挙

最多得票者を大統領に、次点得票者を副大統領に選出する。
- 選挙人選出　　：各州選挙法の規定に基づき実施

#### 投票方法
- 正副大統領選出：秘密投票、連記投票、1票制

同一候補者に2票投じることはできない。
- 選挙人選出　　：各州選挙法の規定に基づき実施

#### 選挙権
- 正副大統領選出：選挙人
- 選挙人選出　　：各州法の規定に基づく

#### 被選挙権
- 正副大統領選出：満35歳以上の出生または憲法成立時の合衆国市民、および合衆国の在住期間が14年経過した者[注 2]
- 選挙人選出　　：各州法の規定に基づく

#### 州別選挙人・選出方法
| 州                   | 選挙人 | 選挙人   | 選挙人 | 選挙人   | 選出方法                         |
| 州                   | 小計   | 増減     | 州議会 | 一般投票 | 選出方法                         |
| -------------------- | ------ | -------- | ------ | -------- | -------------------------------- |
| コネチカット州       | 9      | 002      | 9      | 0        | 州議会による選出                 |
| デラウェア州         | 3      | 増減なし | 3      | 0        | 州議会による選出                 |
| ジョージア州         | 4      | 001      | 4      | 0        | 州議会による選出                 |
| ケンタッキー州       | 4      | 004      | 0      | 4        | 一般投票による選出（小選挙区制） |
| メリーランド州       | 10     | 002      | 0      | 10       | 一般投票による選出（中選挙区制） |
| マサチューセッツ州   | 16     | 006      | 16     | 0        | 州議会による選出                 |
| ニューハンプシャー州 | 6      | 001      | 0      | 6        | 一般投票による選出（小選挙区制） |
| ニュージャージー州   | 7      | 001      | 7      | 0        | 州議会による選出                 |
| ニューヨーク州       | 12     | 004      | 12     | 0        | 州議会による選出                 |
| ノースカロライナ州   | 12     | 012      | 12     | 0        | 州議会による選出                 |
| ペンシルベニア州     | 15     | 005      | 0      | 15       | 一般投票による選出（大選挙区制） |
| ロードアイランド州   | 4      | 004      | 4      | 0        | 州議会による選出                 |
| サウスカロライナ州   | 8      | 001      | 8      | 0        | 州議会による選出                 |
| バーモント州         | 4      | 004      | 4      | 0        | 州議会による選出                 |
| バージニア州         | 21     | 009      | 0      | 21       | 一般投票による選出（小選挙区制） |
| 選挙人計             | 135    | 054      | 79     | 56       |                                  |

### 同日執行の選挙

#### 国政選挙
- 1792–1793年アメリカ合衆国上院議員選挙
- 1792–1793年アメリカ合衆国下院議員選挙

## 選挙運動
この時までに政党が結成されていた。1つは財務長官を務めていたアレクサンダー・ハミルトンに率いられる連邦党であり、経済を引っ張る役目を果たす強い連邦政府を望んでいた。もう1つは国務長官を務めていたトーマス・ジェファーソンとアメリカ合衆国下院議員のジェームズ・マディソンに率いられる民主共和党であり、州の権限を重んじ、ハミルトンの経済政策に反対していた。マディソンは、初めは連邦党員であったが、1791年にハミルトンによって設立された合衆国第1銀行に反対し、反連邦党のトーマス・ジェファーソンと共に民主共和党を結成した。
1792年の選挙は、党派間の闘争に似た形で争われた最初のものになった。ジェファーソンの参謀であったジョン・ベックリーが指摘した様に、ほとんどの州でこの議会選挙はある意味で「財務省と共和派の利益の間の闘争」として認識されていた。ニューヨーク州では、知事選挙もこの線に沿った形になった。ニューヨーク州知事選挙の候補者は、合衆国最高裁判所長官でハミルトン支持者のジョン・ジェイと現職でジェファーソンと民主共和党に結びついたジョージ・クリントンであった。
ワシントンは引退を考えていたものの、両方の政党が両派の相違に対する橋渡しをする役目として大統領職に留まるよう進めた。ワシントンはその任期中両方の政党から実際に支持され、権利章典の制定により以前にも増して人気を得ていた。しかし、民主共和党と連邦党は副大統領の座を争った。現職のジョン・アダムズは連邦党の候補者であり、ジョージ・クリントンは民主共和党の候補者であった。民主共和党の選挙人がジョージ・クリントンに投票することに反対して、その代わりにジェファーソンやアーロン・バーに投票したために、アダムズが容易に副大統領に選ばれる道ができた。

### 候補者

#### 連邦党
正副大統領候補
| 連邦党指名候補       |                    |
| ジョージ・ワシントン | ジョン・アダムス   |
| 大統領候補           | 副大統領候補       |
|                      |                    |
| 大統領               | 副大統領           |
| バージニア州         | マサチューセッツ州 |

#### 民主共和党
正副大統領候補
| 民主共和党指名候補   |                      |
| ジョージ・ワシントン | ジョージ・クリントン |
| 大統領候補           | 副大統領候補         |
|                      |                      |
| 大統領               | ニューヨーク州知事   |
| バージニア州         | ニューヨーク州       |

その他の候補
| 民主共和党               |                |
| トーマス・ジェファーソン | アーロン・バー |
|                          |                |
| 国務長官                 | 上院議員       |
| バージニア州             | ニューヨーク州 |

## 選挙結果
選挙人は全会一致で再びワシントンを大統領に選んだ。ジョン・アダムズは、今回は過半数の票を得て第2位となり、副大統領に再選された（前回の第1回選挙ではわずかに過半数に届かなかった）。ジョージ・クリントンは、ジョージア州、ノースカロライナ州、バージニア州、出身地のニューヨーク州の全選挙人と、ペンシルベニア州の1票を得たに留まった。トーマス・ジェファーソンは、出身地バージニア州から分離したばかりのケンタッキー州の票を獲得した。サウスカロライナ州の1票がアーロン・バーに投じられた。
一般投票を採用した6州のうち、メリーランド州、マサチューセッツ州、ニューハンプシャー州、ペンシルベニア州は投票結果が残っているが、バージニア州、ケンタッキー州の投票結果は現在、完全な形で残っていない。は一般投票の記録は存在が知られていない。完全なリターンを持つ州のうち、ペンシルベニア州だけが真の党派的競争を見た。ワシントンとアダムズに誓約した連邦党の選挙人が選ばれたが、1人の選挙人がワシントンとクリントンに投票した。当時、政党組織はまだ初期段階にあり、候補者の党派的忠誠心は必ずしも明白ではなかったため、ペンシルベニア州のクリントンへの投票が不誠実な選挙人の例であったのか、それとも選挙人が公約どおりに投票したのかを判断することは困難であった。

### 候補者別得票結果
| 候補者                                       | 候補者                   | 候補者             | 候補者             | 選挙人投票 | 選挙人投票 | 一般投票 | 一般投票 |
| 大統領候補                                   | 大統領候補               | 所属政党           | 出身州             | 得票数     | 得票率     | 得票数   | 得票率   |
| -------------------------------------------- | ------------------------ | ------------------ | ------------------ | ---------- | ---------- | -------- | -------- |
|                                              | ジョージ・ワシントン     | 無所属             | バージニア州       | 132        | 100.0%     | 28,579   | 100.0%   |
|                                              | ジョン・アダムズ         | 連邦党             | マサチューセッツ州 | 77         | 58.33%     | －       | －       |
|                                              | ジョージ・クリントン     | 民主共和党         | ニューヨーク州     | 50         | 37.88%     | －       | －       |
|                                              | トーマス・ジェファーソン | 民主共和党         | バージニア州       | 4          | 3.03%      | －       | －       |
|                                              | アーロン・バー           | 民主共和党         | ニューヨーク州     | 1          | 0.76%      | －       | －       |
| 総計                                         | 総計                     | 総計               | 総計               | 264        | 100.0%     | 28,579   | 100.0%   |
| 投票総数（投票率）                           | 投票総数（投票率）       | 投票総数（投票率） | 投票総数（投票率） | 264        | 97.78%     | 28,579   | 6.3%     |
| 棄権票数（棄権率）                           | 棄権票数（棄権率）       | 棄権票数（棄権率） | 棄権票数（棄権率） | 6          | 2.22%      |          | 93.7%    |
| 有権票数                                     | 有権票数                 | 有権票数           | 有権票数           | 270        | 100.0%     |          | 100.0%   |
| 出典：Electoral College Box Scores 1789-1996 |                          |                    |                    |            |            |          |          |

### 州別一般投票結果
ケンタッキー州とバージニア州の投票数は全ての資料が存在せず、確定投票数は不明である。

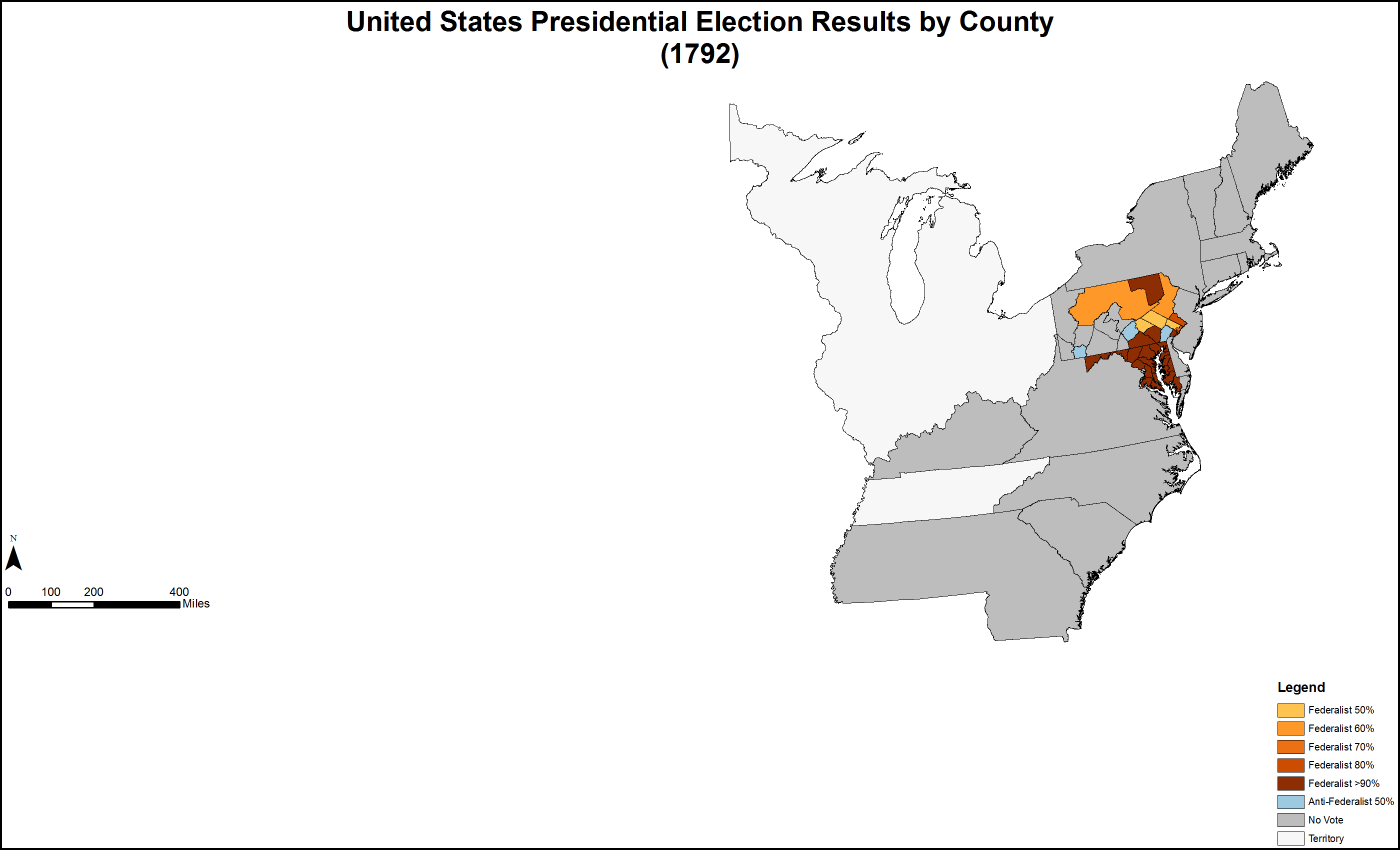
郡別一般投票結果
連邦党：50% 連邦党：60% 連邦党：70%
連邦党：80% 連邦党：90%以上 民主共和党：50%
一般投票未実施州 植民地

| 連邦党が勝利した州     |
| 民主共和党が勝利した州 |

| コネチカット州           | 9  | －     | －     | 0  | －    | －     | 9   | －     |
| デラウェア州             | 3  | －     | －     | 0  | －    | －     | 3   | －     |
| ジョージア州             | 0  | －     | －     | 4  | －    | －     | 4   | －     |
| ケンタッキー州           | 0  |        |        | 4  |       |        | 4   |        |
| メリーランド州           | 10 | 898    | 100.0% | 0  | 0     | 0%     | 10  | 898    |
| マサチューセッツ州       | 16 | 20,343 | 100.0% | 0  | 0     | 0%     | 16  | 20,343 |
| ニューハンプシャー州     | 6  | 2,762  | 100.0% | 0  | 0     | 0%     | 6   | 2,762  |
| ニュージャージー州       | 7  | －     | －     | 0  | －    | －     | 7   | －     |
| ニューヨーク州           | 0  | －     | －     | 12 | －    | －     | 12  | －     |
| ノースカロライナ州       | 0  | －     | －     | 12 | －    | －     | 12  | －     |
| ペンシルベニア州         | 14 | 3,479  | 76.03% | 1  | 1,097 | 23.97% | 15  | 4,576  |
| ロードアイランド州       | 4  | －     | －     | 0  | －    | －     | 4   | －     |
| サウスカロライナ州       | 7  | －     | －     | 1  | －    | －     | 8   | －     |
| バーモント州             | 4  | －     | －     | 0  | －    | －     | 4   | －     |
| バージニア州             | 0  |        |        | 21 |       |        | 21  |        |
| 総計                     | 80 | 27,482 | 96.16% | 55 | 1,097 | 3.84%  | 135 | 28,579 |
| 出典：A New Nation Votes |    |        |        |    |       |        |     |        |

### 州別選挙人投票結果
| ワシントンが勝利した州 |

| コネチカット州                               | 9   | 9  | 0  | 0 | 0 | 18  | 0 | 0 | 9   |
| デラウェラ州                                 | 3   | 3  | 0  | 0 | 0 | 6   | 0 | 0 | 3   |
| ジョージア州                                 | 4   | 0  | 4  | 0 | 0 | 8   | 0 | 0 | 4   |
| ケンタッキー州                               | 4   | 0  | 0  | 4 | 0 | 8   | 0 | 0 | 4   |
| メリーランド州                               | 8   | 8  | 0  | 0 | 0 | 16  | 0 | 2 | 10  |
| マサチューセッツ州                           | 16  | 16 | 0  | 0 | 0 | 32  | 0 | 0 | 16  |
| ニューハンプシャー州                         | 6   | 6  | 0  | 0 | 0 | 10  | 0 | 0 | 5   |
| ニュージャージー州                           | 7   | 7  | 0  | 0 | 0 | 14  | 0 | 0 | 7   |
| ニューヨーク州                               | 12  | 0  | 12 | 0 | 0 | 24  | 0 | 0 | 12  |
| ノースカロライナ州                           | 12  | 0  | 12 | 0 | 0 | 24  | 0 | 0 | 12  |
| ペンシルバニア州                             | 15  | 14 | 1  | 0 | 0 | 30  | 0 | 0 | 15  |
| ロードアイランド州                           | 4   | 4  | 0  | 0 | 0 | 8   | 0 | 0 | 4   |
| サウスカロライナ州                           | 8   | 7  | 0  | 0 | 1 | 16  | 0 | 0 | 8   |
| バーモント州                                 | 3   | 3  | 0  | 0 | 0 | 6   | 0 | 1 | 4   |
| バージニア州                                 | 21  | 0  | 21 | 0 | 0 | 42  | 0 | 0 | 21  |
| 総計                                         | 132 | 77 | 50 | 4 | 1 | 264 | 0 | 3 | 135 |
| 出典：Election of 1789 in Counting the Votes |     |    |    |   |   |     |   |   |     |